# 처음 만난 파리지엔
처음 만난 파리지엔(Jeune femme, Montparnasse Bienvenue)은 프랑스에서 제작된 레오노르 세라이예 감독의 2017년 드라마 영화이다. 레티시아 도슈 등이 주연으로 출연하였고 산드라 다 폰세카 등이 제작에 참여하였다. 알려진 다른 제목으로는 준느 팜므, 위기의 파리지엔 등이 있다.

## 출연

### 주연
- 레티시아 도슈
- 레오니 시마가
- 릴라 로즈 질베르티

### 조연
- 술레이만 세예 디아예
- 그레고아르 몽생종
- 장 크리스토프 폴리
- 나탈리 리차드
- 에리카 상떼
- 필리페 라스리
- 아르노 드 까즈

## 제작진
- 미술: 발레리 발레로
- 세트: 코렌틴 하알
- 의상: 하얏트 루즈핀스키
- 배역: 유나 드 페레티
- 배역: 파니 드 동셀